# Ina Holst
Ina Holst (* 8. Januar 1956 in Hamburg; † 2. August 2017 ebenda) war eine deutsche Schauspielerin, Regisseurin und Schauspiellehrerin.

## Leben
Ina Holst besuchte die Schauspielschule Hedi Höpfner, Hamburg, und 1979 bis 1982 die Schauspielschule Kiel. Sie gastierte am Deutschen Schauspielhaus Hamburg (u. a. in „Korbes“, „M. Butterfly“). Bühnenauftritte hatte sie mit Solo-Programmen und Kleinkunst (Schauspielhauskeller Hamburg, Speicherstadt Hamburg, Deutsches Zollmuseum).
Seit 1985 stand sie für Film- und Fernsehproduktionen vor der Kamera. Hier wurde sie überwiegend als Nebendarstellerin eingesetzt und spielte kleine Rollen, häufig auch Chargen. Sie verkörperte Empfangsdamen, Putzfrauen, Wirtinnen, Verkäuferinnen, Kassiererinnen, Krankenschwestern und sonstiges Dienstpersonal. Häufig waren ihre Auftritte auf eine Szene beschränkt. Aufgrund ihrer Erscheinung und Stimme konnte sie jedoch auch hier individuelle, einprägsame Porträts schaffen.  
In dem Kinofilm Absolute Giganten (1998) war sie „Riccos Mutti“, die Mutter von Ricco (Florian Lukas), einem der drei männlichen Hauptdarsteller. In dem Fernsehfilm Die Affäre Semmeling (2001) spielte sie eine Abgeordnete der Grünen. Im Tatort: Lastrumer Mischung (2002) war sie die Friseurin Anna. In dem Fernsehfilm Problemezone Mann (2002; mit Steffen Groth in der Hauptrolle) spielte sie die Haushälterin Minchen. In dem Kinofilm Erbsen auf halb 6 (2004) war sie die Zimmerwirtin. In dem Fernsehfilm Die Diebin und der General spielte sie, neben Jürgen Hentsch und Katja Riemann in den Hauptrollen, die Krankenschwester Ilona. 
Es folgten Auftritte in Der Bernsteinfischer (2005, als Kramersfrau), Die Nacht der großen Flut (2005, als Frau Piechowiak) und Der Mann im Strom (2006; als Bedienung in der Kneipe, mit Jan Fedder in der Hauptrolle). In der Fernsehkomödie Die Schimmelreiter (2008) hatte sie die kleine Rolle der Dörthe; sie spielte die Ex-Freundin der Filmfigur Hinne. Unter der Regie von Heinrich Breloer war sie 2008 in dessen Buddenbrooks-Verfilmung zu sehen; sie spielte die Köchin der Familie Buddenbrook. In dem ZDF-Fernsehfilm Herzversagen (2012) spielte sie die Patientin Frau Jäschke.
Holst hatte auch Episodenrollen u. a. in den Serien Ritas Welt (2000), Die Pfefferkörner (2004), Der Landarzt (2004 und 2006; als Ehefrau und Mutter Hilde Harmsen), Einsatz in Hamburg (2006; als Universitätssekretärin Frau Beussen), Der Dicke (2007; als Angestellte in der Reinigung), Notruf Hafenkante (2009; als Drogistin), SOKO Wismar (2010; als Caféhausbesitzerin Carola Schwarz), Sesamstraße (2011; als Kassiererin im Zirkus) und Großstadtrevier (2012; als Briefzustellerin Frau Uppenkamp). 
Von 2013 bis Anfang 2015 war Ina Holst im Hauptcast der ZDF-Serie Kripo Holstein zu sehen. Sie spielte die Imbissbudenbesitzerin Heidi Lürsen. Im Mai 2017 stand sie zum letzten Mal für die ARD-Serie Großstadtrevier vor der Kamera. 
Holst arbeitete parallel zu ihrer Tätigkeit als Schauspielerin seit vielen Jahren als Schauspielcoach. Sie realisierte auch eigene Theaterprojekte, bei denen sie Regie führte. Holst lebte in Hamburg. Sie starb im August 2017 im Alter von 61 Jahren nach einer Krebserkrankung.

## Filmografie (Auswahl)
- 1987:  Requiem (Spielfilm)
- 1997: Einsatz Hamburg Süd (Fernsehserie; Folge: Prince Solombo)
- 1998: Der Campus (Kinofilm)
- 1998: Absolute Giganten (Kinofilm)
- 2000: Ritas Welt (Fernsehserie; Folge: Puppentheater)
- 2001: Die Affäre Semmeling (Fernsehfilm)
- 2002: Tatort: Lastrumer Mischung (Fernsehfilm)
- 2002: Tatort: Endspiel (Fernsehfilm)
- 2002: Problemzone Mann (Fernsehfilm)
- 2004: Dann kamst du (Fernsehfilm)
- 2004: Erbsen auf halb 6 (Kinofilm)
- 2004: Die Pfefferkörner (Fernsehserie; Folge: Trommelwirbel)
- 2004; 2006: Der Landarzt (zwei Folgen)
- 2005: Die Diebin und der General (Fernsehfilm)
- 2005: Der Bernsteinfischer (Fernsehfilm)
- 2005: Die Nacht der großen Flut (Fernsehfilm)
- 2006: Der Mann im Strom (Fernsehfilm)
- 2006: Einsatz in Hamburg (Fernsehserie; Folge: Die letzte Prüfung)
- 2007: Der Dicke (Fernsehserie; Folge: Auf Messers Schneide)
- 2007: Tatort: Racheengel (Fernsehfilm)
- 2008: Die Schimmelreiter (Fernsehfilm)
- 2008: Buddenbrooks (Kinofilm)
- 2009: Notruf Hafenkante (Fernsehserie; Folge: Die große Versuchung)
- 2009: Familie Rabel fährt in den Urlaub (Kurzfilm)
- 2009: Ottos Otte (Kurzfilm; Stummfilm)
- 2010: SOKO Wismar (Fernsehserie; Folge: Die Gräfin)
- 2011: Sesamstraße (Fernsehserie)
- 2012: Herzversagen (Fernsehfilm)
- 2012: SOKO Wismar (Fernsehserie; Folge: Steckschuss)
- 2012: Großstadtrevier (Fernsehserie; Folge: Wunderbare Zukunft)
- 2013–2015: Kripo Holstein – Mord und Meer (Fernsehserie; Serienhauptrolle)
- 2014: Dora Heldt: Herzlichen Glückwunsch, Sie haben gewonnen! (Fernsehfilm)
- 2016: Der Hafenpastor und das Blaue vom Himmel (Fernsehfilm)